# Voodoo (compañia)
Voodoo SAS (también conocido como Voodoo.io) es un desarrollador y distribuidor de videojuegos francés con sede en París. La empresa fue fundada en 2013 por Alexandre Yazdi y Laurent Ritter. Los juegos de Voodoo, predominantemente "videojuegos hipercasuales" y gratuitos, se han descargado colectivamente 5 mil millones de veces hasta mayo de 2021. La compañía ha sido criticada por clonar otros juegos.

## Historia
Voodoo fue fundada en 2013 por Alexandre Yazdi y Laurent Ritter. Habían sido amigos desde la escuela secundaria y anteriormente habían fundado Studio Cadet en 2012, una empresa de servicios para sitios web y aplicaciones móviles. Yazdi se convirtió en el director ejecutivo de Voodoo, mientras que Gabriel Rivaud actuó como vicepresidente de videojuegos. Según Rivaud, la empresa estuvo en crisis durante sus primeros cuatro años de funcionamiento y optó por cambiar su estrategia comercial a partir de entonces. Utilizando los datos que recopiló de sus juegos anteriores, la compañía diseñó sus juegos más nuevos para atraer a más jugadores. Usando el motor de videojuego Unity, Voodoo probó un nuevo juego aproximadamente cada semana. Este método resultó en el lanzamiento exitoso de Paper.io en 2016.
Durante 2017, Voodoo cuadruplicó su plantilla a 80 y esperaba crecer a 150 personas a finales de 2018. En mayo de 2018, la empresa bancaria estadounidense Goldman Sachs, a través de su fondo West Street Capital Partners VII, invirtió US$200 millones en Voodoo. Fue la mayor recaudación de fondos en el sector tecnológico francés desde 2015. Yazdi y Ritter mantuvieron el control de la empresa. En ese momento, Voodoo tenía, además de su sede en París, oficinas en Montpellier y Estrasburgo. Un estudio de desarrollo en Berlín, Alemania, se estableció en diciembre de 2018, encabezada por el gerente general Alexander Willink. El estudio comenzó con unas diez personas, buscando eventualmente expandirse a 40 empleados. Más tarde contrató a empleados clave de los desarrolladores Blizzard Entertainment, King y Mamau.
Para septiembre de 2019, Voodoo empleaba a 220 personas, incluidas 150 en su sede de París. En agosto de 2019 se anunció una oficina editorial en Estambul, Turquía, dirigida por el director editorial Corentin Selz. Esto continuó con la apertura de un estudio de desarrollo en Montreal en noviembre de 2019, dirigido por Mehdi El Moussali, exproductor de Gameloft. A través de esta nueva ubicación, Voodoo pretendía expandirse más allá de los juegos hipercasuales. La empresa adquirió el desarrollador Gumbug, con sede en Shoreditch, en diciembre de ese año.
Para julio de 2020, Tencent buscaba adquirir una participación minoritaria en Voodoo, que todavía era propiedad mayoritaria de Yazdi y Ritter. Tencent adquirió una participación minoritaria en términos no revelados en agosto de ese año. En ese momento, Voodoo estaba valorado en $1.4 mil millones. Según Yazdi, este acuerdo ayudaría a Voodoo a extender sus juegos al mercado de Asia-Pacífico. Posteriormente, Voodoo abrió oficinas en Singapur y Japón a finales de ese mes, encabezadas por Julian Corbett y Ben Fox, respectivamente. En total en 2020, Voodoo registró ingresos de 380 millones de euros, frente a 1 millón de euros en 2016. La compañía anunció una inversión en el desarrollador con sede en Estambul Fabrika Games en septiembre de 2020, y adquirió el desarrollador parisino OHM Games en diciembre. OHM Games había desarrollado cuatro juegos para Voodoo en 2020, que juntos generaron 260 millones de descargas. Voodoo compró además BidShake, una empresa de Tel Aviv que desarrolla una plataforma de automatización de marketing, en junio de 2021. Groupe Bruxelles Lambert adquirió una participación del 16% en Voodoo por 266 millones de euros en agosto de 2021, valorando a Voodoo en 1.700 millones de euros. Voodoo adquirió el estudio israelí Beach Bum en octubre.

## Videojuegos
La mayoría de los juegos de Voodoo son "videojuegos hipercasuales gratuitos" desarrollados para los sistemas operativos móviles Android e iOS. Los juegos lanzados por la compañía incluyen Helix Jump, Baseball Boy, Snake vs Block, Hole.io, Aquapark.io, Purple Diver, Crowd City y Paper.io. Los juegos de vudú se descargaron 2.000 mil millones de veces en abril de 2019, 3 700 millones de descargas en mayo de 2020, y 5000 millones para mayo de 2021. En diciembre de 2019, los juegos de Voodoo tenían 2600 millones de descargas, 300 millones de usuarios activos mensuales (MAU) y 1000 millones de jugadores individuales. Helix Jump, desarrollado por H8games, es el juego más exitoso de Voodoo con más de 500 millones de descargas hasta agosto de 2020.
Los desarrolladores externos pueden enviar juegos a través de una plataforma en línea para que Voodoo los evalúe. El editor ha trabajado con más de 2000 estudios de este tipo, que representan el 75% de los lanzamientos de Voodoo. La empresa financia estudios selectos y los apoya durante la fase de creación de prototipos, recibiendo a cambio una parte de las regalías. Fuera de los juegos, Voodoo desarrolló la plataforma de redes sociales Wizz en 2020. A partir de agosto de 2021, la plataforma tiene 1 millón de MAU en los Estados Unidos.

## Crítica
Voodoo ha sido criticado por lanzar aparentes clones de videojuegos independientes. Estos incluyen Infinite Golf (similar a Desert Golfing), Twisty Road (Impossible Road), The Fish Master (Ridiculous Fishing), Flappy Dunk! (Flappy Bird), Rolly Vortex (Rolling Sky), The Cube (Curiosity: What's Inside the Cube?) y Hole.io (Donut County). En el caso de Hole.io, el juego usó la mecánica de juego central de Donut County en la que el jugador controla un agujero en el suelo para consumir objetos dentro del entorno, y se ensancha progresivamente para poder consumir objetos más grandes. Ben Esposito había estado trabajando en Donut County durante más de cinco años cuando Hole.io se lanzó a mediados de 2018, antes de la publicación de Donut County. En respuesta a una consulta de Variety, Voodoo declaró que Hole.io no era un clon de Donut County, aunque ambos estaban en el mismo subgénero de juegos. Variedad 's Michael Futter señaló que estos juegos eran los dos únicos en este género.

## Reconocimientos
- N°20 en Pocket Gamer.biz "Los 50 mejores desarrolladores de juegos móviles de 2018"[31]
- N°5 en Pocket Gamer.biz "Los 50 mejores creadores de juegos móviles de 2019"[32]
- N°16 en Pocket Gamer.biz " Los 50 mejores creadores de juegos móviles de 2020"[33]
- Mejor editor: Mobile Games Awards 2019[34]
- Revelación del Año – Premios BFM 2019[35]
- Parte de Next40 2021[36]